# Deutschkreutz
Deutschkreutz (węg. Sopronkeresztúr, do 1899 Németkeresztúr; burg.-chorw. Kerestur; hebr. Zelem) – gmina targowa w Austrii, w kraju związkowym Burgenland, w powiecie Oberpullendorf. 1 stycznia 2014 liczyła 3,10 tys. mieszkańców.

## Współpraca
Miejscowości partnerskie:
- Allumiere, Włochy
- Nagycenk, Węgry
- Wetter (Hessen), Niemcy